# 부계팔경도
부계팔경도(釜溪八景圖)는 대한민국 경기도 안산시 상록구, 성호기념관에 있는 대한제국시대의 병풍이다. 모산 유원성이 고향땅 부곡지방을 빼앗기지 않겠다는 일념으로 그린 8폭의 부곡 팔경은 산수와 전원 기암괴석을 독특한 필치로 묘사하고 있다. 2014년 5월 9일 경기도의 문화재자료 제174호로 지정되었다.

## 개요
모산 유원성(帽山 柳遠聲, 1851~1945)이 일제강점기 안산 부곡 일대(現 상록구 부곡동237)의 팔경을 묘사해 그린 8폭 병풍이다. 부계팔경도(釜溪八景圖)는 총 8폭으로 그려졌는데,「화모산 나무꾼의 피리소리[帽山草笛]」와 「부곡 시냇가의 달빛 속 낚시[釜溪釣月]」, 「숲속 봄날의 꽃비[萬樹花雨]」, 「진벽루의 흰 구름[鎭碧白雲]」, 「지평 뜰에서 들려오는 농군들 노랫소리[芝坪農歌]」, 「먼 바다에서 돌아오는 돛단배[望海歸帆]」, 「우산에 지는 석양[牛山落照]」, 「판천교 다리의 게잡이 불빛[板川蟹火]」 등이 들어 있다. 여기서 첫째 시에 나오는 화모산(華帽山)은 유원성이 살던 부곡동 집 앞의 안산(案山)으로 그 모습이 마치 관인들이 쓰는 오사모(烏紗帽)처럼 생겼다 해서 붙여진 이름이다. 유원성의 호 모산(帽山)도 여기서 유래한 것이다.
부계팔경도(釜溪八景圖)는 각 경관마다 화제(畵題)가 있고 독특한 필치로 산수와 전원 또는 기암괴석을 묘사하고 있다. 특히 전경도에는 지형·산세·지명까지 기록되어 있어 지명 연구 등 향토사적 자료가치가 매우 높으며, 1920년대 부곡 지역의 지형구조가 어떻게 변모되고 있는지를 알 수 있는 유일한 작품이다.

## 참고 문헌
- 부계팔경도 - 국가유산청 국가유산포털
- 이 문서에는 다음커뮤니케이션(현 카카오)에서 GFDL 또는 CC-SA 라이선스로 배포한 글로벌 세계대백과사전의 내용을 기초로 작성된 글이 포함되어 있습니다.